# Attilio Portioli

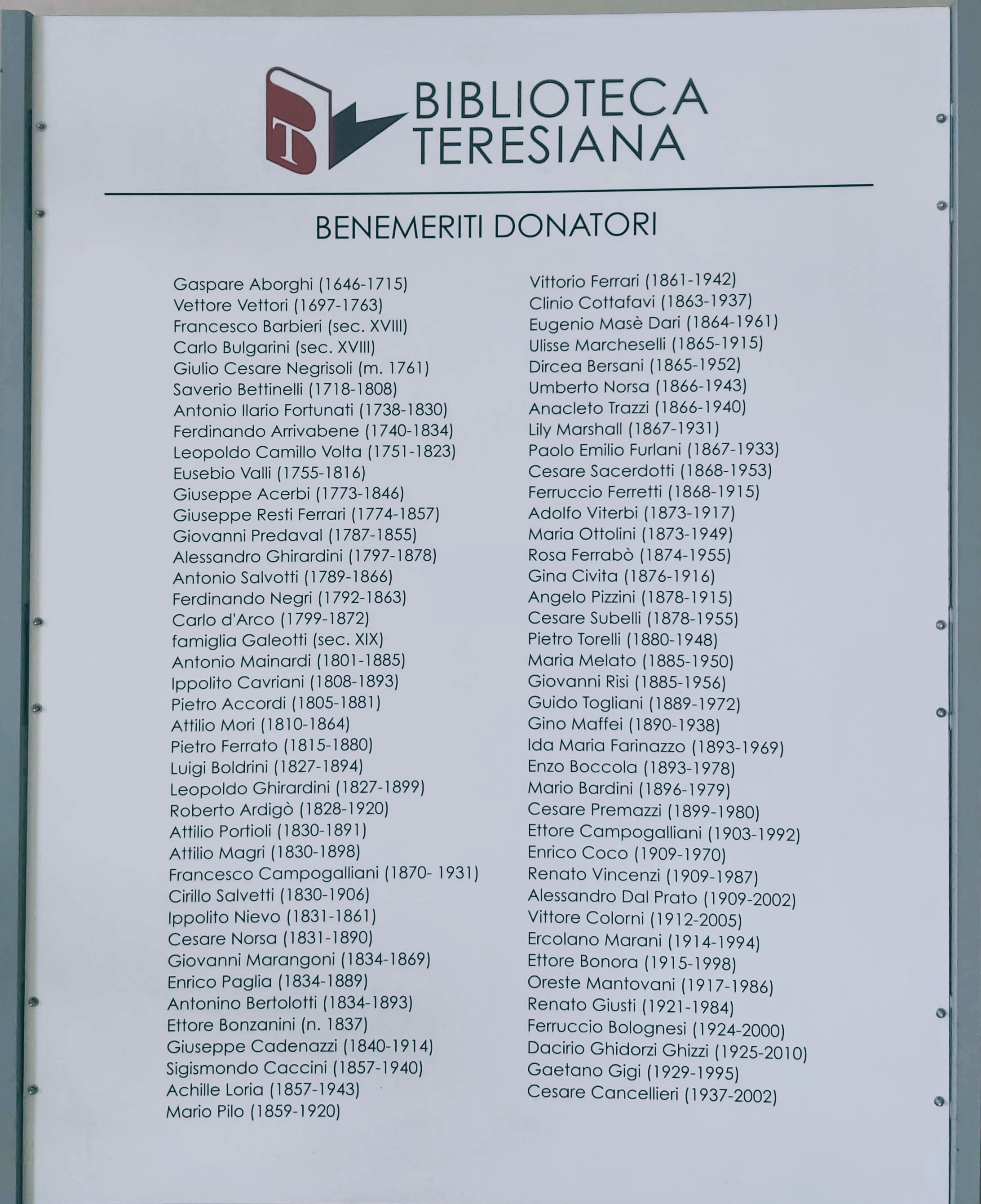
Attilio Portioli tra i donatori della Biblioteca Teresiana di Mantova.

Attilio Portioli (Scorzarolo, 1º gennaio 1830 – Mantova, 20 ottobre 1891) è stato un letterato e numismatico italiano.

## Biografia
Avviato alla carriera ecclesiastica, compì gli studi presso il Seminario vescovile di Mantova e fu ordinato sacerdote nel 1854. Dal 1854 al 1856 fu vice-rettore del Seminario di Mantova e dal 1859 al 1871 amministratore del Seminario stesso.
Studiò paleontologia, archeologia e numismatica. Pubblicò in suoi studi sulla Zecca di Mantova sul Bullettino di Numismatica Italiana di Firenze, originariamente in sette parti, di cui solo quattro però pubblicate. Riordinò l'archivio della Camera di Commercio e diresse per alcuni anni il Museo Civico e dello Storico Archivio Gonzaga.
Fu accademico dell'Accademia nazionale virgiliana di Mantova.

## Opere
Fu autore di numerose pubblicazioni, tra queste:
- Il Museo Civico di Mantova negli anni 1868, 1869, 1870, Mantova, 1871
- Lettere inedite di Bernardo Tasso, Mantova, 1871
- Nuovi documenti su Girolamo Savonarola, Mantova, 1874
- Zecca di Mantova, Mantova, 1879-1880
- Tre anni di storia. Dopo il sacco di Mantova 1631, Mantova, 1880
- Mantova a Vergilio, Mantova, 1882
- Breve storia di Mantova ad uso delle scuole elementari, Mantova, 1890.